# Charles Scicluna

Erzbischofswappen von Charles Scicluna

Charles Jude Scicluna (* 15. Mai 1959 in Toronto, Kanada) ist ein maltesischer Geistlicher und römisch-katholischer Erzbischof von Malta.

## Leben
Charles Scicluna, als Sohn maltesischer Eltern in Toronto geboren, kam im Alter von 11 Monaten nach Malta. Nach dem Studium der Philosophie und Theologie am Priesterseminar wurde er 1983 mit einer Dissertationsschrift über Stiftungen, Schenkungen und Erbschaften zugunsten der Toten Hand (The Mortmain Act, 1967. Its genesis and interpretation) an der Universität Malta zum Dr. iur. promoviert. Der Erzbischof von Malta, Joseph Mercieca, spendete ihm am 11. Juli 1986 die Priesterweihe. An der Päpstlichen Universität Gregoriana in Rom absolvierte er ab 1991 ein Promotionsstudium in Kanonischem Recht und wurde 1992 mit einer von Raymond Leo Burke betreuten Dissertationsschrift zum Thema Die grundlegende Definition der Ehe gemäß der Codices des Kanonischen Rechts von 1917 and 1983. Eine exegetische und vergleichende Studie zum Dr. iur. can. promoviert. Anschließend war er am Metropolitangericht in Malta tätig und zudem Professor für Pastoraltheologie und Kanonisches Recht an der theologischen Fakultät der Universität Malta sowie Subregens des diözesanen Priesterseminars. Außerdem war er in der Seelsorge tätig, unter anderem in Lija.
Seit 1995 war er für den Heiligen Stuhl tätig, insbesondere für den Obersten Gerichtshof der Apostolischen Signatur. Papst Johannes Paul II. verlieh ihm am 24. Oktober 1996 den Titel Ehrenprälat Seiner Heiligkeit. Darüber hinaus war er als Professor an der rechtswissenschaftlichen Fakultät der Gregoriana tätig. Er war seit dem 21. Oktober 2002 Promotor Iustitiae in der Kongregation für die Glaubenslehre und befasste sich in dieser Funktion mit den besonders schwerwiegenden Delikten (delicta graviora) in der Kirche, wie beispielsweise den Fälle sexueller Übergriffe von Geistlichen auf Minderjährige. Im Januar 2005 beauftragte ihn der damalige Präfekt der Glaubenskongregation, Joseph Kardinal Ratzinger, mit einer Untersuchung der Pädophilievorwürfe gegen Pater Marcial Maciel.
Er war 2007 wesentlich an der Heiligsprechung von George Preca, einem maltesischen Priester und Ordensgründer beteiligt.
Papst Benedikt XVI. ernannte ihn am 6. Oktober 2012 zum Titularbischof von San Leone und Weihbischof in Malta.
Der Erzbischof von Malta, Paul Cremona OP, spendete ihm am 24. November 2012 die Bischofsweihe; Mitkonsekratoren waren Mario Grech, Bischof von Gozo, und Erzbischof Tommaso Caputo, Apostolischer Nuntius auf Malta und in Libyen.
Papst Franziskus ernannte ihn am 27. Februar 2015 zum Erzbischof von Malta. Zuvor war er bereits seit dem Rücktritt seines Vorgängers Paul Cremona OP am 18. Oktober 2014 Apostolischer Administrator des Erzbistums. Die Amtseinführung als Erzbischof fand am 21. März 2015 statt.
Im Februar 2018 beauftragte Papst Franziskus ihn mit einer detaillierten Untersuchung von Vorwürfen zu sexuellen Missbrauchsfällen in der chilenischen Kirche. Für seinen über 2.300-seitigen Bericht sammelte er 64 Zeugenaussagen.
Am 13. November 2018 ernannte ihn Papst Franziskus unter Beibehaltung seines Amtes als Erzbischof von Malta zum beigeordneten Sekretär der Kongregation für die Glaubenslehre.
Im Januar 2024 fand sein Interview mit der Times of Malta weithin Beachtung, in dem Scicluna dafür plädierte, Priester von der Verpflichtung zum Zölibat zu befreien.

## Mitgliedschaften
- Maltesische Bischofskonferenz (seit 2012)[1], Präsident[14]
- Kongregation für die Glaubenslehre (seit 2012)[15]